# あいち三河農業協同組合
あいち三河農業協同組合（あいちみかわのうぎょうきょうどうくみあい）は、愛知県岡崎市、額田郡幸田町を管轄にもつ農業協同組合である。本店は、岡崎市にある。
1999年（平成11年）4月、岡崎市と額田町と幸田町のJAが合併して設立。

## 概要

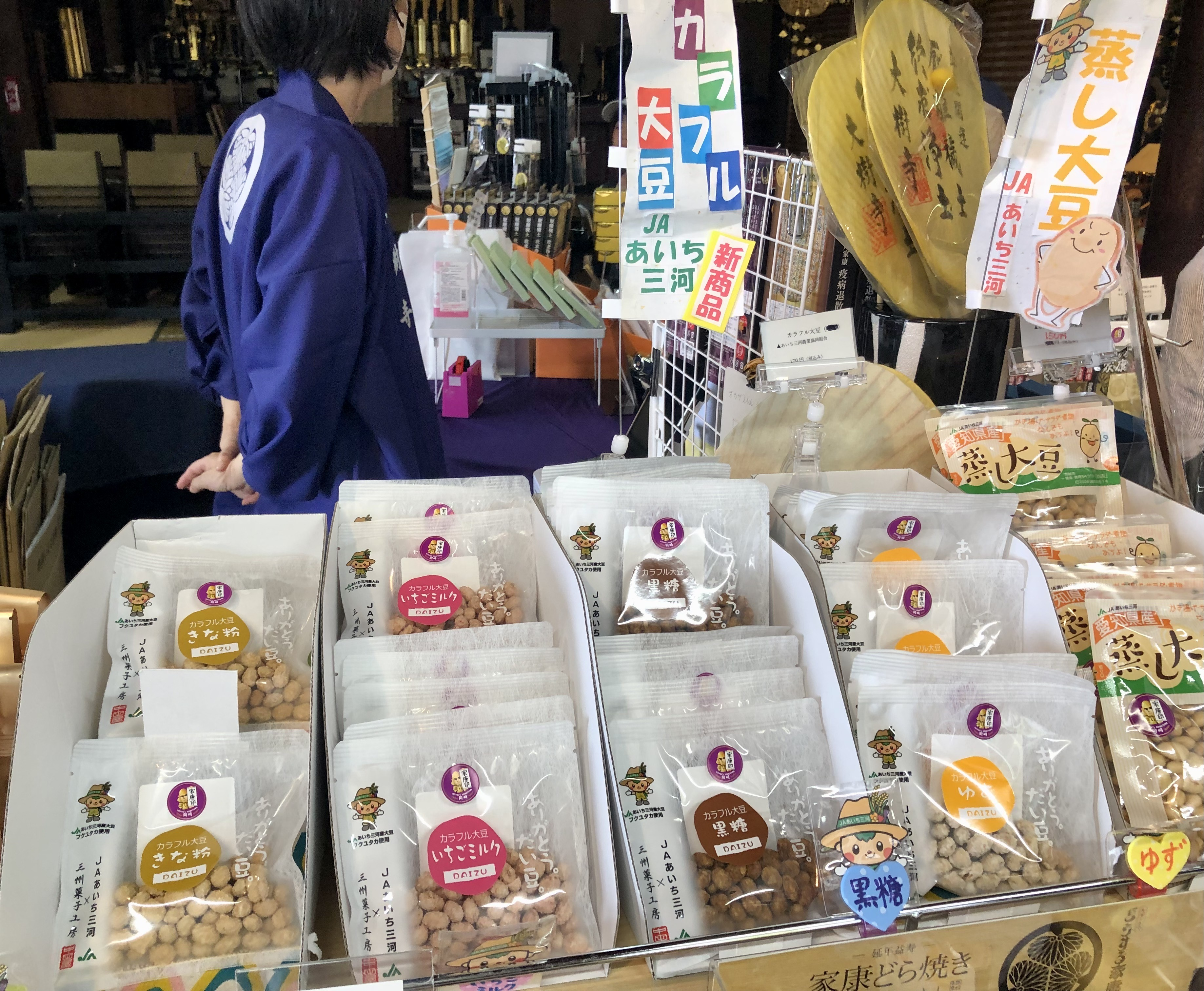
JAあいち三河と中田屋が共同開発した「カラフル大豆」。岡崎市と幸田町で栽培した「フクユタカ」を使用している。

旧額田町を除いた岡崎市域には、1961年（昭和36年）まで19の農協があった。しかし、農業生産の拡大に伴って各農協の効率化をはかる必要が生じ、同年に制定された農業協同組合合併助成法などにより各農協は合併を行った。まず、1962年（昭和37年）に美合・男川・竜谷・本宿・河合の各農協が合併して東部農協となり、次いで1963年（昭和38年）に北中部の岩津・常磐・大樹寺・竜城・東部（山中）が葵農協となった。さらに、1964年（昭和39年）に矢作・本郷・長瀬が矢作農協に、1966年（昭和41年）に六南・六中・六北が六ツ美農協に統合した。1971年（昭和46年）、福岡農協が六ツ美農協へ、中部・南農協が葵農協へ吸収され、岡崎市に4農協体制ができた。
1990年（平成2年）、東部・葵・矢作・六ツ美農協が合併し、岡崎市農協となった。1999年（平成11年）4月1日には、岡崎市農協と幸田町・額田町の額田郡2町の農協が合併し、現在のあいち三河農業協同組合（JAあいち三河）が誕生した。
2006年（平成18年）4月から、「おかざき農遊館」と「ふれあいドーム岡崎」の両農産物直売所の管理運営に当たっている。また、2012年（平成24年）12月9日に開駅した「道の駅藤川宿」の管理運営を一般社団法人岡崎パブリックサービスと共同で行っている。
2011年（平成23年）から金融庁検査が本格したことに伴い、山間部の小さな支店でも管理職を複数置く規定が設けられ、2019年（平成31年）3月末までに宮崎支店（宮崎町）、岩津支店奥殿店（奥殿町）、形埜支店下山店（保久町）を閉鎖することを決定した。JAあいち三河は組合員向けの説明会で「増員をしてまでの支店継続は難しい」と述べた。いずれもATMは残すが無人化する。その代わりとして2018年（平成30年）10月から山間部で、食品の移動販売車や金融業務を扱う金融移動店舗を導入する予定という。

## 店舗

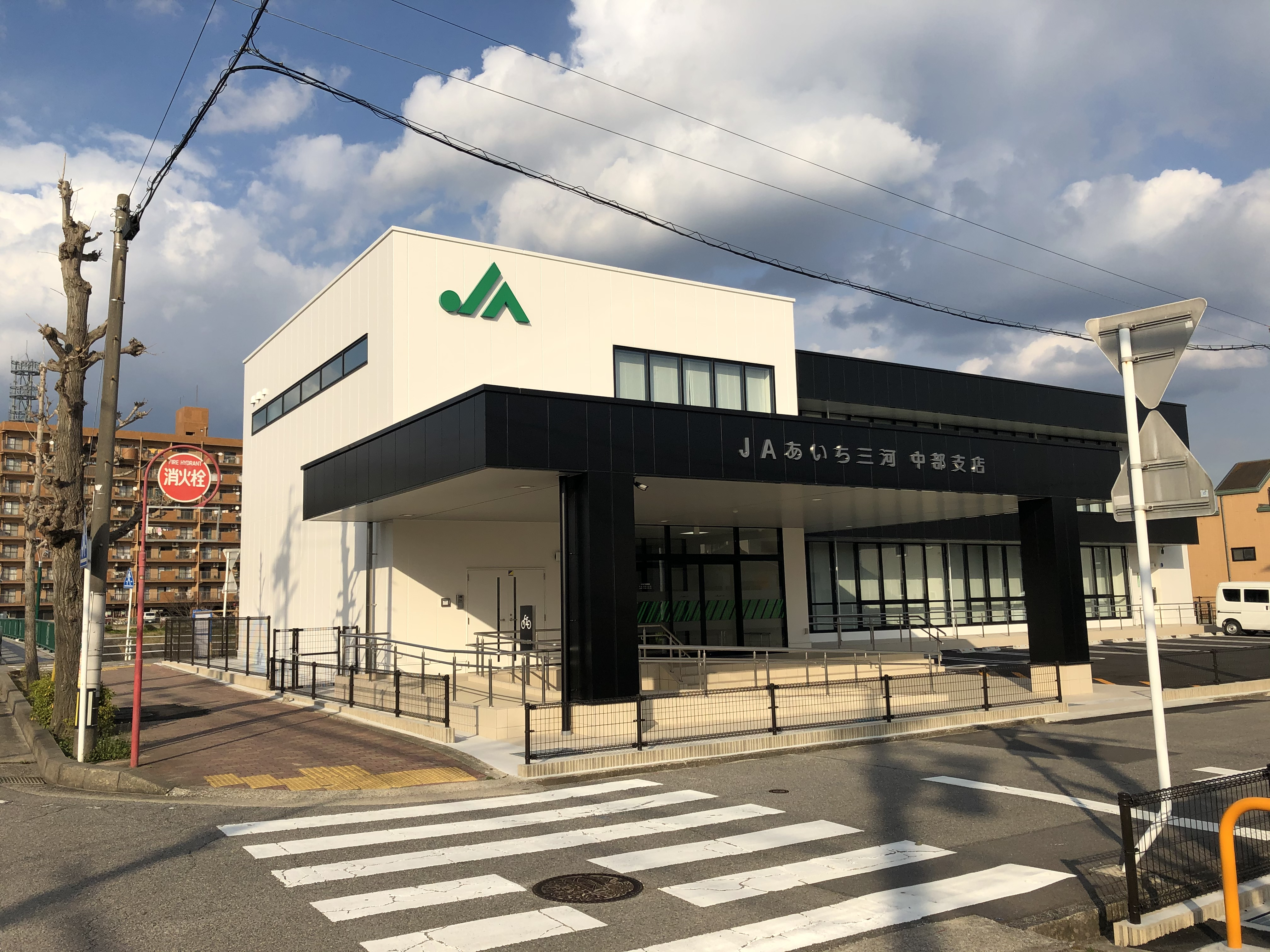
中部支店（2020年（令和2年）1月27日に愛知県岡崎市明大寺町字天白前に移転した）

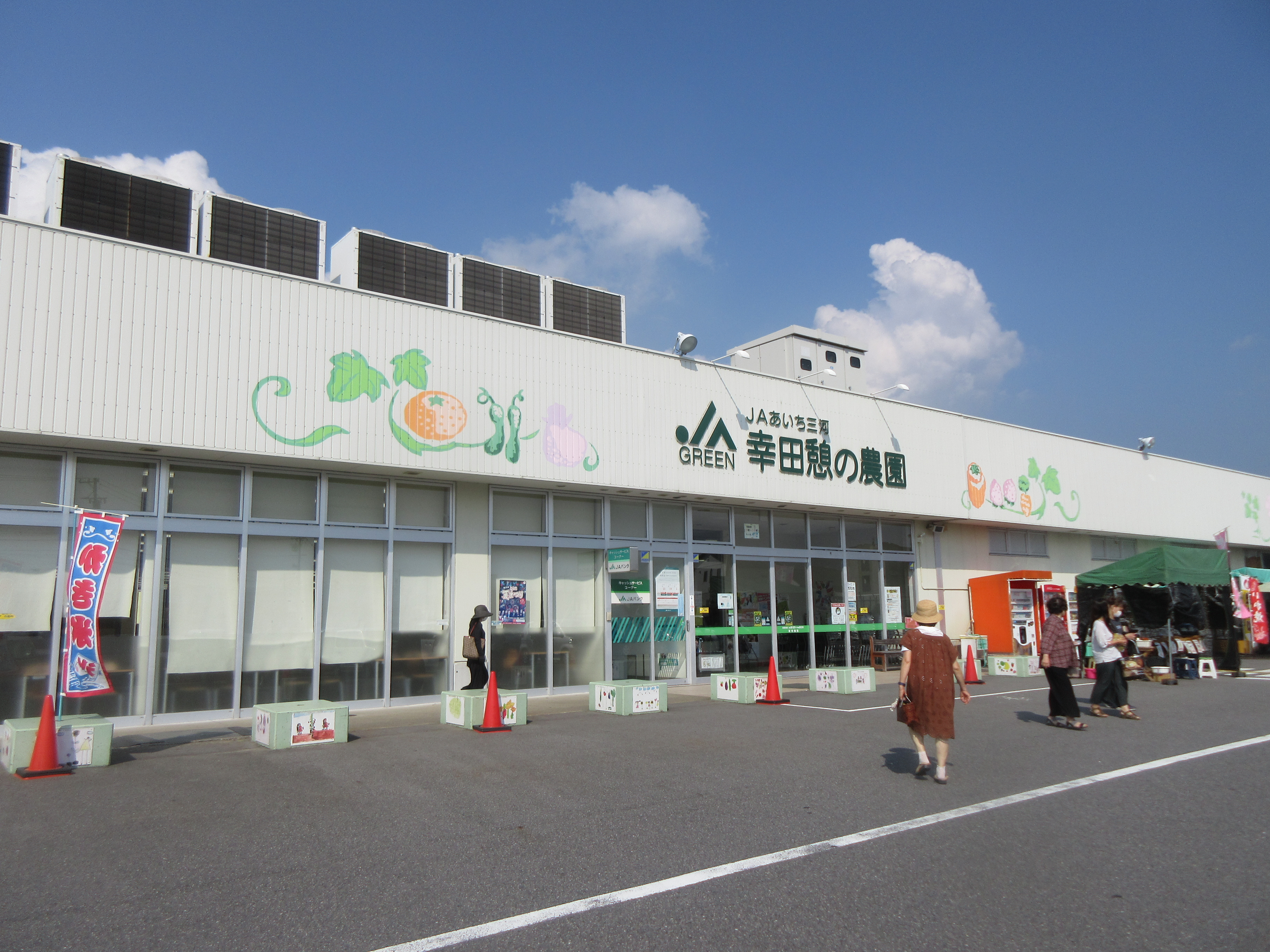
幸田憩いの農園

### 支店（岡崎市）
- 青野支店
- 井内支店
- 男川支店
- 岩津支店
- 河合支店
- 形埜支店
- 大樹寺支店
- 常磐支店
- 中島支店
- 長瀬支店
- 牧内支店
- 中部支店
- 矢作支店
- 竜城支店
- 宮崎支店
- 額田支店
- 竜谷支店
- 本宿支店
- 山中支店
- 美合支店
- 南支店
- 福岡支店

### 支店（幸田町）
- 幸田支店
- 相見支店
- 萩谷支店
- 深溝支店
- 豊坂支店

### 営農施設
- 本店経済センター
- 牧内営農センター
- 矢作農機センター
- 牧内カントリーエレベーター
- 東部営農センター
- 葵カントリーエレベーター
- 東部農機センター
- 幸田営農センター
- 幸田農機センター
- 額田営農センター

### Aコープ・農産物直売所
- Aコープおとがわ店
- 幸田憩の農園
- グリーンセンター長瀬
- グリーンセンター男川
- はいらっせぬかた
- おかざき農遊館 （指定管理店舗）
- ふれあいドーム岡崎 （指定管理店舗）
- 道の駅藤川宿 （指定管理店舗）

### 葬祭施設
- 本店ふれあいセンター
- 牧内ふれあいセンター
- 幸田ふれあいセンター
- 岩津ふれあいセンター
- 葬祭部事務所

### 給油所
- 六ッ美給油所
- 美合給油所
- 葵給油所
- 長瀬給油所
- 牧内給油所
- 幸田給油所
- 額田給油所